# Radio Regenbogen (Bayern)
Radio Regenbogen ist ein nichtkommerzieller lokaler Hörfunksender mit Sitz in Rosenheim. Programmschwerpunkte sind Kultur, Soziales und Kirche.

## Programm
Der Schwerpunkt liegt nach Angaben des Senders auf Spartenprogrammen mit hohem Wortanteil. Es gibt spezielle Sendungen für Kinder, für Jugendliche, das Studentenradio „Radio Leporello“, eine einstündige monothematische Sendung, ein Kulturmagazin und eine Büchersendung. Dazu wird Volksmusik, Rock, Jazz und regionale Musik gespielt.

## Organisation
Gesellschafter sind die Evangelische Arbeitsgemeinschaft e. V. (25 %), Katholische Arbeitsgemeinschaft e. V.(23 %), Rosenheimer Verlag (23 %), Musikbund von Ober und Niederbayern e. V. (20 %) und sonstige (9 %).
Geschäftsführer sind seit 1991 Reinhart Knirsch und Klaus-Günther Förg (Stellvertreter). Programmleiter ist Reinhart Knirsch.

## Empfang
Radio Regenbogen sendet mit eigener Lizenz auf den Frequenzen folgender Lokalfunkprogramme:
- Radio Charivari Rosenheim (Di und Do 18.00–19.00 Uhr, So 8.00–9.00 Uhr und 16.00–16.30 Uhr; UKW und DAB+)
- Bayernwelle SüdOst (So 7.00–8.00 Uhr; UKW)
- Inn-Salzach-Welle (So 16.00–17.00 Uhr, Lizenz ausgelaufen; UKW)
- Radio Galaxy Rosenheim (Di–Mi 19.00–21.00 Uhr; UKW und DAB+)